# Troják (Wysoki Jesionik)
Troják (historyczna nazwa niem. Schlegelfels) – szczyt (góra) o wysokości 1050 m n.p.m. (podawana jest też wysokość 1044 m n.p.m. , 1044,6 m n.p.m., 1045,0 m n.p.m. , 1049 m n.p.m.  lub 1049,0 m n.p.m. ), w paśmie górskim Wysokiego Jesionika (cz. Hrubý Jeseník), w północno-wschodnich Czechach, w Sudetach Wschodnich, na Morawach, w obrębie gminy Jindřichov, oddalony o około 14,4 km na północny zachód od szczytu góry Pradziad (cz. Praděd). Rozległość góry (powierzchnia stoków) szacowana jest na około 4,0 km², a średnie nachylenie wszystkich stoków wynosi około 12°.

## Historia góry

### Kolejka leśna
U podnóża stoku południowego góry położona była nieistniejąca obecnie osada o nazwie Josefová, gdzie początkowo znajdowała się huta szkła, a po jej likwidacji w 1790 roku, uruchomiono następnie szynowy punkt transportu drewna ze stoków góry Troják o długości około 180 m i różnicy wysokości około 50 m. Od osady tej biegła jedna z gałęzi o długości około 6 km (doliną potoku Hučava), utworzonej w latach 1896–1897 z inicjatywy zarządzających lasem, kierowanych przez księcia Jana II z Liechtensteinu, sieci kolei wąskotorowej o rozstawie szyn 700 mm, na trasie Josefová – Františkov, gdzie odbywał się następnie załadunek transportowanego drewna do tartaku parowego w miejscowości Hanušovice i papierni w miejscowości Jindřichov. Druga gałąź tej sieci biegła na stokach góry Černá stráň. Po nacjonalizacji lasów i gruntów, kolejka wąskotorowa w 1935 roku została zlikwidowana, kiedy to do transportu drewna zaczęto używać ciężarówek. Po kolei wąskotorowej na stokach góry Troják pozostały już tylko niewielkie fragmenty, jak np. pamiątkowy most o nazwie (cz. Most Josefovské svážnice) nad jedną z dróg.

## Charakterystyka

### Lokalizacja
Góra Troják położona jest w północno-zachodnim rejonie całego pasma Wysokiego Jesionika, leżąca w części Wysokiego Jesionika, w zachodnim obszarze (mikroregionu) o nazwie Masyw Keprníka (cz. Keprnická hornatina), a jednocześnie przy granicy z sąsiednim pasmem o nazwie Hanušovická vrchovina. Góra Troják z uwagi na swoje położenie oraz wysokość jest praktycznie rozpoznawalna jedynie z jej najbliższej okolicy. Z przebiegającej blisko niej drogi nr 369 Lipová-lázně – Olšany można ją dostrzec na odcinku pomiędzy miejscowościami Ostružná i Branná. Górę można też dostrzec m.in. z odkrytego miejsca na żółtym szlaku turystycznym  na stoku góry Vozka, czy też z niektórych odkrytych miejsc np. ścieżek na sąsiedniej górze Polom. Z innych miejsc np. drogi okalającej połać szczytową góry Pradziad jest niewidoczna, przysłonięta przez górę Klínová hora, a z innego charakterystycznego punktu widokowego – z drogi okalającej szczyt góry Dlouhé stráně jest również niewidoczna, bo przysłonięta stokiem góry Polom. W rozpoznaniu najlepiej posiłkować się dostępnymi mapami ułatwiającymi jej bliższą lokalizację. 
Górę ograniczają: od północnego zachodu i północy dolina potoku o nazwie Klepáčský potok, od wschodu przełęcz Volská louka w kierunku szczytu Vozka, od południowego wschodu, południa i południowego zachodu dolina potoku Hučava oraz od zachodu mało wybitna, graniczna przełęcz z pasmem Hanušovická vrchovina o wysokości 847 m n.p.m. w kierunku szczytu Tři kameny, leżącego już w paśmie Hanušovická vrchovina. W otoczeniu góry znajdują się następujące szczyty: od północy Černava–JZ, od północnego wschodu Černava, Mračná hora, Šerák–JZ i Keprník, od wschodu Keprník–JV, od południowego wschodu Vozka, Spálený vrch–JV, Spálený vrch, Polom i Černá stráň–S, od południowego zachodu Kutiště, Štolný hřbet, Pekelec–JZ, Pekelec–SV  oraz od północnego zachodu Tři kameny, Prostřední stráň, Prostřední stráň–JZ i Pod nádražím (sześć ostatnich szczytów leży w paśmie Hanušovická vrchovina) .

### Stoki
W obrębie góry można wyróżnić siedem następujących zasadniczych stoków:
- wschodni
- południowo-wschodni
- południowy
- południowo-zachodni
- zachodni
- północno-zachodni
- północny

Występują tu wszystkie typy zalesienia: bór świerkowy, las mieszany oraz las liściasty, przy czym dominuje zalesienie gęstym borem świerkowym. Na wszystkich stokach poza borem świerkowym, występują oprócz stoku wschodniego, wraz z obniżaniem wysokości obszary lasu mieszanego oraz połacie lasu liściastego, a u podnóży stoków południowo-zachodniego i zachodniego pojawiają się nawet łąki. Niemalże wszystkie stoki charakteryzują się znaczną zmiennością wysokości zalesienia, z występującymi znacznymi pasmowymi przecinkami, szczególnie na stokach północno-zachodnim i północnym, ogołoceniami i znacznymi polanami, szczególnie na stoku południowo-zachodnim. Na stokach brak jest pojedynczych, większych skalisk, natomiast w odległości około 800 m na południowy zachód od szczytu, na stoku południowym, blisko zielonego szlaku turystycznego , na wysokości około 846 m n.p.m. położona jest grupa skalna o nazwie (cz. Skály u Josefové). Ponadto na stoku południowo-zachodnim, na wysokościach około (800–825) m n.p.m. występuje obszar głazowisk.
Stoki mają stosunkowo jednolite, na ogól łagodne i mało zróżnicowane nachylenia. Średnie nachylenie stoków waha się bowiem od 8° (stoki wschodni i zachodni) do 15° (stoki południowo-wschodni, południowy i północny). Średnie nachylenie wszystkich stoków góry (średnia ważona nachyleń stoków) wynosi około 12°. Maksymalne średnie nachylenie niemalże u podnóża stoku północno-zachodniego, na wysokościach około 710 m n.p.m., blisko płynącego potoku o nazwie Klepáčský potok, na odcinku 50 m nie przekracza 35°. Stoki pokryte są siecią dróg oraz na ogół nieoznakowanych ścieżek i duktów. Przemierzając je zaleca się korzystanie ze szczegółowych map, z uwagi na zawiłości ich przebiegu, zalesienie oraz zorientowanie w terenie.

### Szczyt główny

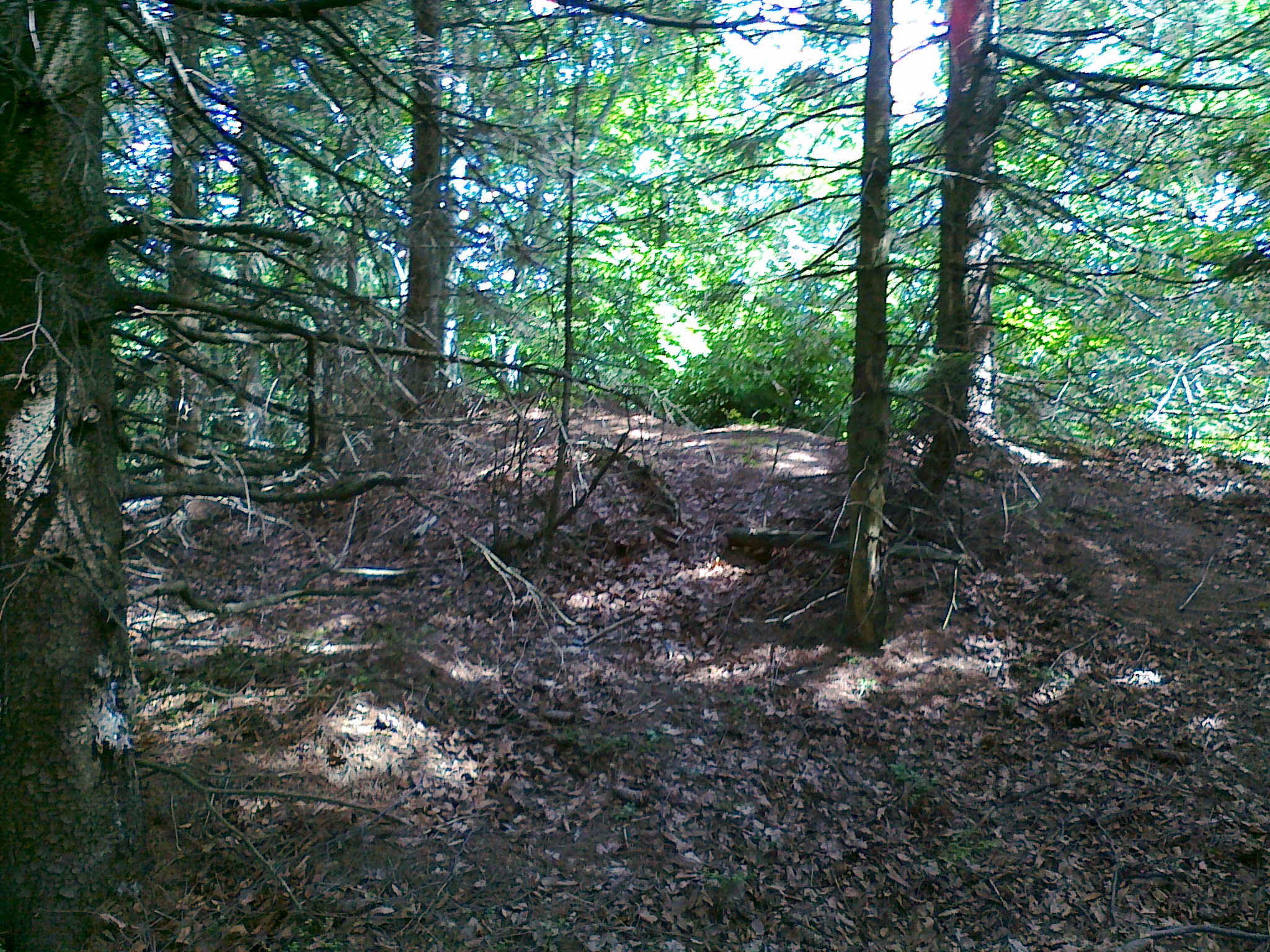
Widok na szczyt góry Troják (2019 rok)

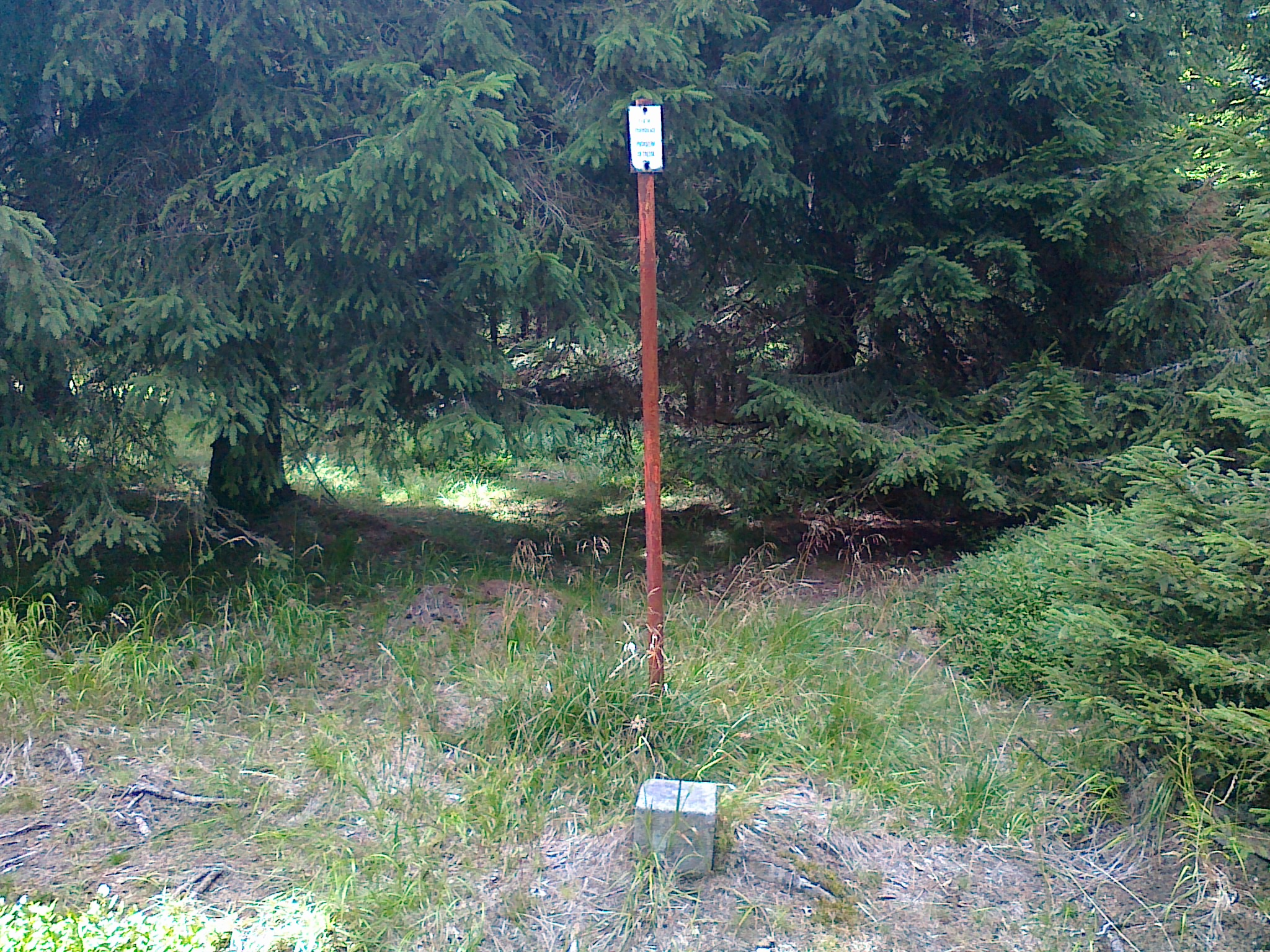
Punkt geodezyjny na połaci drugorzędnego szczytu Troják–SZ (2019 rok)

Na szczyt główny nie prowadzi żaden znakowany szlak turystyczny. Szczyt jest skaliskiem, znajdującym się wśród zalesienia przeważnie boru świerkowego. Z tego powodu nie jest on punktem widokowym i nie ma na nim również punktu geodezyjnego . Główny punkt geodezyjny położony jest na połaci szczytu drugorzędnego o nazwie Troják–SZ, oznaczony na mapach geodezyjnych numerem (26.), o wysokości 1044,64 m n.p.m. oraz współrzędnych geograficznych (50°09′26,55″N 17°03′57,74″E/50,157375 17,066039), z widocznym koło niego zamontowanym stalowym słupkiem, na którym umieszczono u góry stalową tabliczkę z napisem (cz. Státní triangulace Poškození se trestá), oddalony o około 225 m na północny zachód od szczytu. Państwowy urząd geodezyjny o nazwie (cz. Český úřad zeměměřický a katastrální (CÚZK)) w Pradze podaje jako najwyższy punkt góry – szczyt – o wysokości 1050,2 m n.p.m. i współrzędnych geograficznych (50°09′21,4″N 17°04′05,7″E/50,155944 17,068250).
Dojście do szczytu następuje z żółtego szlaku turystycznego  oraz skrzyżowania turystycznego i przełęczy o nazwie (cz. Volská louka), od którego biegnie nieoznakowana orientacyjna droga o długości około 500 m do połaci drugorzędnego szczytu Troják–SZ. Następnie z tej połaci należy skręcić w lewo dochodząc nieoznakowaną, orientacyjną ścieżką o długości około 200 m do skaliska szczytowego. W dojściu do szczytu najlepiej posiłkować się szczegółowymi mapami ułatwiającymi orientację w terenie.

### Szczyty drugorzędne

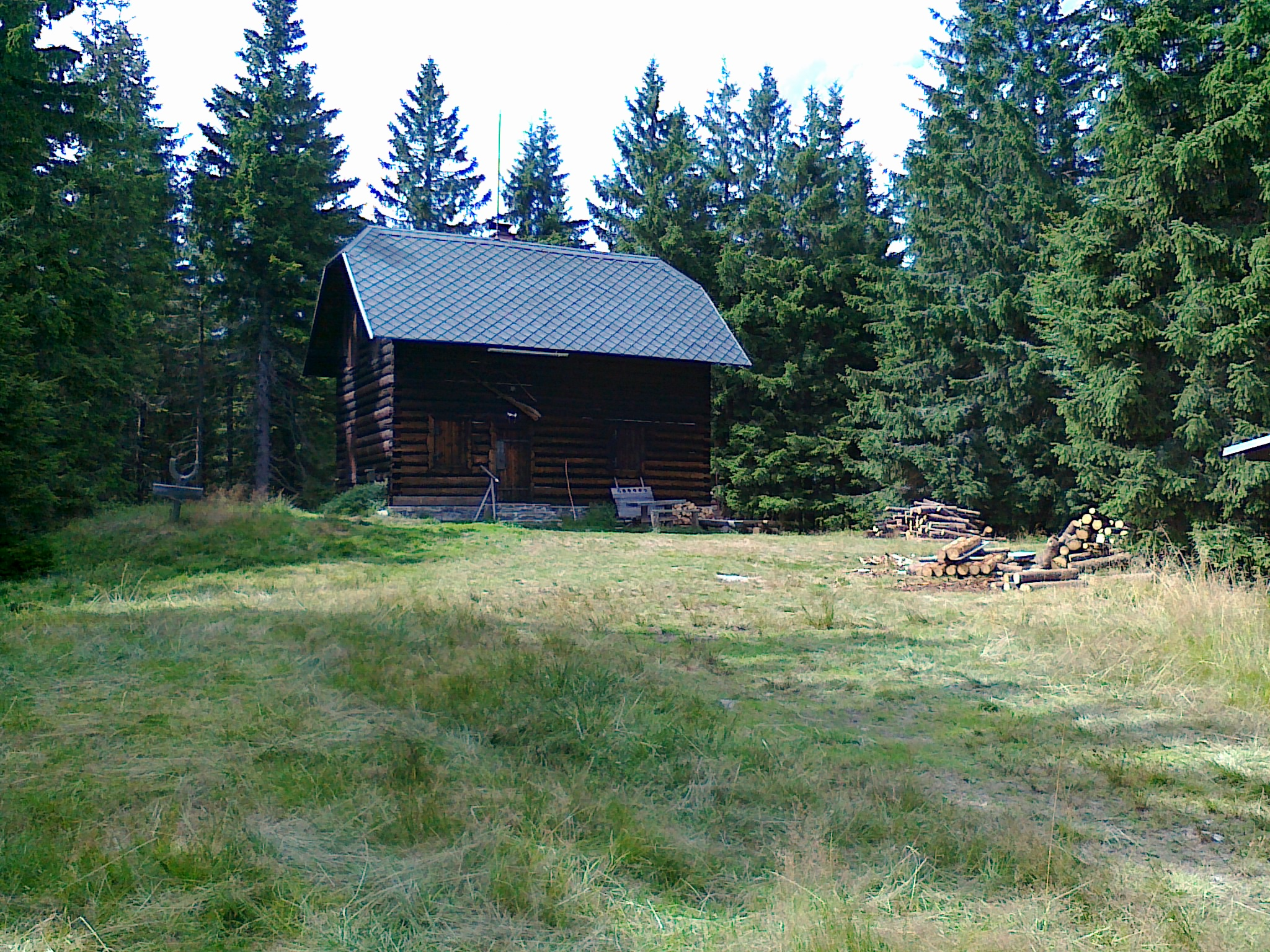
Połać szczytowa drugorzędnego szczytu Troják–SZ z widoczną chatą o nazwie Durasova chata (2019 rok)

Poza szczytem głównym można wyróżnić dwa szczyty drugorzędne góry.
| Szczyty drugorzędne góry Troják |           |                   |                                 |                                               |  |
| Lp.                             | Szczyt    | Wysokość m n.p.m. | Odległość od szczytu głównego m | Współrzędne geograficzne                      |  |
| 1                               | Troják–SZ | 1046              | 230 na północny zachód          | 50°09′25,7″N 17°03′56,6″E/50,157139 17,065722 |  |
| 2                               | Troják–JZ | 936               | 890 na południowy zachód        | 50°09′11,9″N 17°03′23,2″E/50,153306 17,056444 |  |

### Geologia
Pod względem geologicznym masyw góry Troják należy do jednostki określanej jako kopuła Keprníka i zbudowany jest ze skał metamorficznych, głównie: fyllitów (biotytów), gnejsów, ortognejsów, erlanów, blasto-mylonitów, łupków łyszczykowych oraz skał magmowych, głównie meta-granitów. W strukturze geologicznej występują również częściowo domieszki minerałów szlachetnych takich jak np.: staurolit, andaluzyt, granat czy sillimanit. Kształt masywu góry oraz występowanie granitu sugeruje jej wulkaniczne pochodzenie.

### Wody
Grzbiet główny (grzebień) góry Pradziad, biegnący od przełęczy Skřítek do przełęczy Červenohorské sedlo oraz dalej do przełęczy Ramzovskiej (cz. Ramzovské sedlo) jest częścią granicy Wielkiego Europejskiego Działu Wodnego, dzielącej zlewiska Morza Bałtyckiego i Morza Czarnego . 
Szczyt wraz ze stokami góry Troják położony jest na południowy zachód od tej granicy, należy więc do zlewni Morza Czarnego, do którego płyną wody m.in. z dorzecza rzeki Dunaju, będącej przedłużeniem płynących z tej części Wysokiego Jesionika górskich potoków (m.in. płynących w pobliżu góry potoków o nazwie Klepáčský potok czy Hučava). Ze stoków góry bierze swój początek kilka krótkich, nienazwanych potoków będących dopływami wspomnianych wcześniej potoków Klepáčský potok i Hučava. Na stoku północno-zachodnim, wokół źródła nienazwanego potoku, będącego dopływem potoku o nazwie Klepáčský potok występuje niewielki obszar bagienny. W odległości około 700 m na południe od szczytu, u podnóża stoku południowego, blisko zielonego szlaku turystycznego , na płynącym potoku Hučava, na wysokości około 845 m n.p.m. znajduje się wodospad o nazwie (cz. Vodopád Hučavy) o wysokości około 2 m. Ponadto na stoku północnym, w odległości około 170 m na północ od szczytu, na wysokości około 1022 m n.p.m. znajduje się źródło o nazwie (cz. Studánka Na Trojáku).

## Ochrona przyrody
Cała góra znajduje się w obrębie wydzielonego obszaru objętego ochroną o nazwie Obszar Chronionego Krajobrazu Jesioniki (cz. Chráněná krajinná oblast (CHKO) Jeseníky), a utworzonego w celu ochrony utworów skalnych, ziemnych i roślinnych oraz rzadkich gatunków zwierząt. Na stokach nie utworzono żadnych rezerwatów przyrody lub innych obiektów nazwanych pomnikami przyrody. Ponadto na obszarze góry nie wytyczono żadnych ścieżek dydaktycznych.

## Turystyka
W obrębie góry nie ma żadnego schroniska lub hotelu górskiego. Do najbliższej miejscowości Ostružná z bazą turystyczną hoteli i pensjonatów jest od szczytu około 3,5 km w kierunku północno-zachodnim, do miejscowości Branná z bazą hoteli i pensjonatów również około 3,5 km w kierunku zachodnim, a do bazy turystycznej na przełęczy Červenohorské sedlo z hotelem górskim Červenohorské Sedlo jest od szczytu około 7 km w kierunku południowo-wschodnim. Ponadto w odległości około 4,5 km na północny wschód od szczytu, znajduje się jedyne czynne schronisko – chata Jiřího na Šeráku.
Warto dodać, że w odległości około 200 m na północny zachód od szczytu, na połaci drugorzędnego szczytu o nazwie Troják–SZ położona jest chata o nazwie (cz. Durasova chata), ale nie ma ona charakteru typowego schroniska turystycznego, a którą zalicza się do tzw. chat łowieckich. Dojście do niej następuje drogą ze skrzyżowania turystycznego (cz. Volská louka).
Kluczowym punktem turystycznym jest skrzyżowanie turystyczne położone w odległości około 350 m na północny wschód od szczytu o nazwie Volská louka z podaną na tablicy informacyjnej wysokością 1004 m, przy którym postawiono wiatę turystyczną oraz przez które przechodzi jeden ze szlaków turystycznych i jedyna trasa narciarstwa biegowego.

### Szlaki turystyczne i rowerowe oraz trasy narciarskie
Klub Czeskich Turystów (cz. Klub Českých Turistů) przez stoki wytyczył dwa szlaki turystyczne na trasach:
 Branná – góra Pekelec – szczyt Pekelec–SV – przełęcz Alojzovské louky – góra Troják–JZ – dolina potoku Hučava – góra Troják – szczyt Vozka – przełęcz Sedlo pod Vřesovkou
 Branná – Tři kameny – góra Troják – przełęcz Volská louka – góra Vozka – Trojmezí
W obrębie góry nie wyznaczono żadnych szlaków rowerowych.
W okresach ośnieżenia można skorzystać z wytyczonej na żółtym szlaku turystycznym  trasy narciarstwa biegowego. Na stokach góry Troják nie poprowadzono żadnej trasy narciarstwa zjazdowego.